# Palm Desert
Palm Desert è una città della Contea di Riverside in California, situata nella valle di Coachella (area di Palm Springs), circa 18 km ad est di Palm Springs. La popolazione risultava di 41 155 abitanti al censimento del 2000. Altre città che fanno parte della valle di Coachella sono Cathedral City, Coachella, Desert Hot Springs, Indian Wells, Indio, La Quinta, Palm Springs e Rancho Mirage. Palm Desert è una città che ha avuto un veloce sviluppo negli anni ottanta e novanta, passando dagli 11 801 abitanti del 1980 ai 23 650 del 1990, fino ad arrivare a 35 000 nei successivi 5 anni.

## Storia
L'area era conosciuta come Old MacDonald Ranch, ma cambiò nome in Palm Village negli anni venti quando furono piantate palme da dattero. Gli storici locali sostengono che i principali abitanti della zona prima degli anni cinquanta fossero contadini indiani membri della tribù Cahuilla.
Palm Desert prima della seconda guerra mondiale era luogo di stanza della Terza Armata comandata dal generale George Patton. Dopo la guerra un costruttore di Los Angeles, Cliff Henderson, iniziò a trasformare il deserto nella sua città da sogno.

## Sport
La città nel 1974 ha ospitato il Palm Desert WCT, un torneo di tennis facente parte del World Championship Tennis giocato su campi in cemento.

## Amministrazione

### Gemellaggi
Palm Desert è gemellata con:
- Wollongong
- Osoyoos
- Haifa
- La Paz
- Gisborne
- Port Elizabeth
- Ketchikan